# パトン

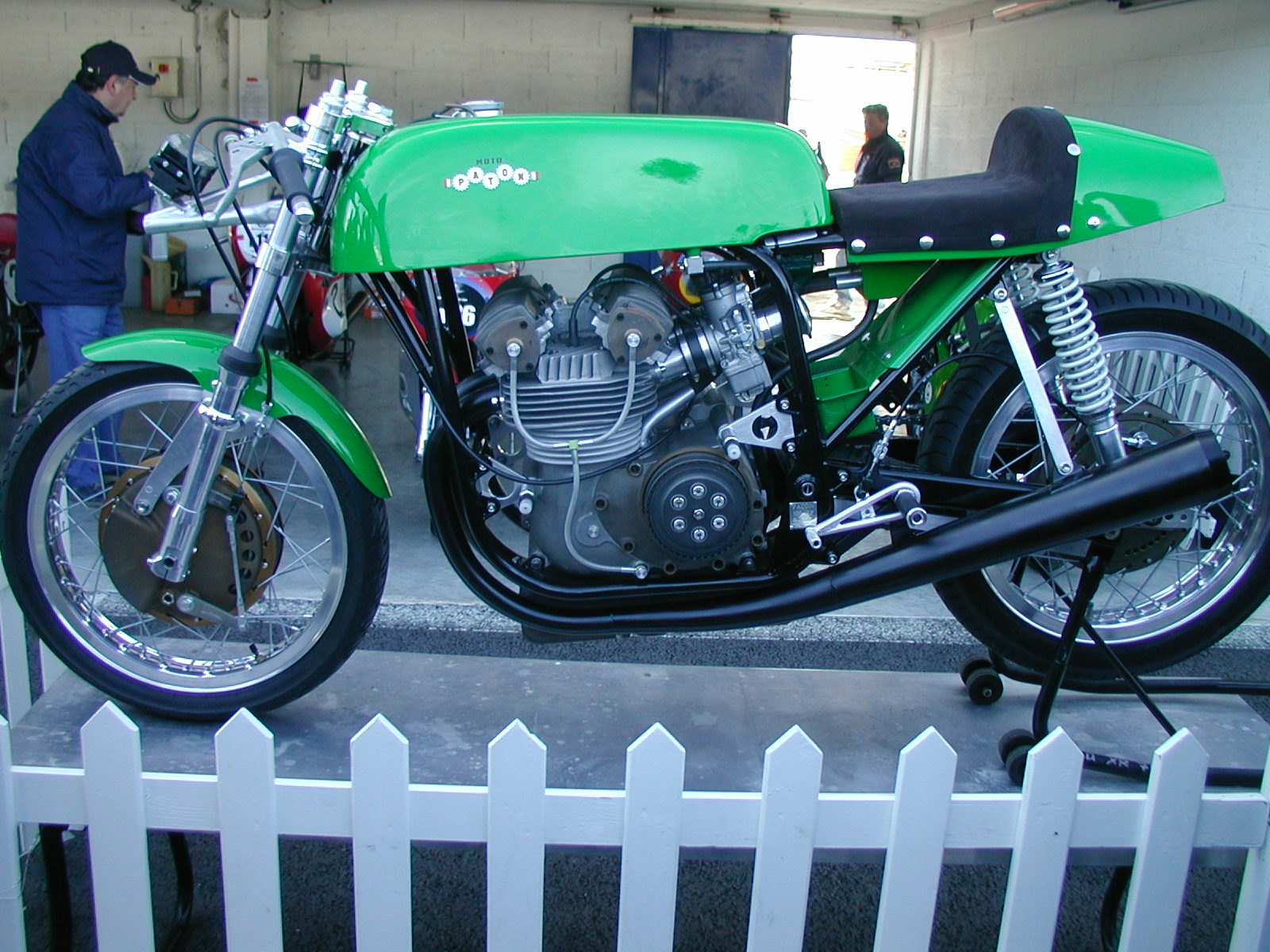
パトン BIC 500 8V

パトン ( Paton ) は、イタリアのレース用オートバイコンストラクター（製造者）である。1960年代からロードレース世界選手権などで活躍した。

## 歴史
1957年、世界グランプリを支配していたイタリアのメーカーが揃ってグランプリからの撤退を発表した。その中のひとつであるモンディアルのエンジニアであったジュゼッペ・パットーニは独自にレーサーを造り続けることを決意し、デザイナーのリノ・トンティの協力を得てモンディアルの175ccをベースにしたレーシングマシンを製作した。オリジナルのOHCをDOHCに作り変えたこの単気筒マシンは、パットーニ ( Pattoni ) とトンティ ( Tonti ) の名をとってパトン ( Paton ) と名付けられて販売された。パトンは続いて125ccバージョンが造られ、この125ccパトンでマン島TTレースやイギリス国内のレースに出場して好成績を収めたのが、後の世界チャンピオンであるマイク・ヘイルウッドだった。
このヘイルウッドの成績に手応えを掴んだパトンはオリジナルの250cc2気筒マシンを開発し、1958年最終戦でグランプリにデビューさせた。しかし、このマシンは当時のグランプリ全クラスで圧倒的な強さを発揮していたMVアグスタに太刀打ちできず、目立った成績を残すことはできなかった。同じ頃、トンティが他のメーカーからのオファーによってチームを離れ、パットーニはひとりで新たな250ccマシンを開発した。1964年にデビューしたこのマシンは以前のモデルに比べて信頼性が大幅に向上しており、この年のマン島ではホンダ、MVアグスタに続いて3位になるなどの活躍を見せた。その後、パトンは1965年には350ccの2気筒マシンを開発し、1966年にはパトンのマシンを使うチームからの要望に応える形で500ccのマシンを製作した。そしてホンダがワークスチームを撤退させた1969年、パトンのマシンを駆るビリー・ネルソンは2位表彰台に3度上る活躍で500ccクラスのランキング4位を獲得した。
1970年代になると500ccクラスでも小排気量クラスと同様に2ストロークのマシンが台頭し始めた。パトンは4バルブ化で馬力を向上させて対抗したが、1975年には長年慣れ親しんだ4ストロークを捨てて2ストロークV型4気筒の新型マシンを開発した。その後、500ccクラスは日本メーカーのワークスマシンの増大によってそれ以外ではポイント獲得すらままならないクラスとなっていったが、パトンはそのような状況でも数少ない小規模コンストラクターとして参戦を続けていた。しかし、1999年にパトンの創始者であるジュゼッペ・パットーニが死去し、息子のロベルトが後を引き継いだが2年後の2001年についにグランプリからの撤退を決定した。
グランプリ撤退後、パトンは新たなプロジェクトとしてヨーロッパのクラシックレースのためのマシン製作を開始した。ジュゼッペが残したオリジナルの図面を元に復元された1960年代の500cc2気筒マシンは、最新の素材や長年のグランプリ参戦で得たノウハウが投入されて当時を凌ぐ出力と信頼性を発揮している。BIC 500 8Vと名付けられたこのマシンは、2007年から2009年までマンクス・グランプリで3年連続チャンピオンに輝いた。